# Théorème de Brauer-Siegel
En mathématiques, le théorème de Brauer-Siegel, du nom de Richard Brauer et Carl Ludwig Siegel, est un résultat asymptotique sur le comportement des corps de nombres, obtenu par Richard Brauer et Carl Ludwig Siegel. Il tente de généraliser les résultats connus sur les nombres de classes des corps quadratiques imaginaires, à une suite plus générale de corps de nombres
{\displaystyle K_{1},K_{2},\ldots .}
Dans tous les cas autres que le corps Q des rationnels et les corps quadratiques imaginaires, le régulateur Ri de Ki doit être pris en compte, car Ki a alors des unités d'ordre infini par le théorème des unités de Dirichlet. L'hypothèse quantitative du théorème de Brauer-Siegel standard est que si Di est le discriminant de Ki, alors
{\displaystyle {\frac {[K_{i}:\mathbf {Q} ]}{\log |D_{i}|}}\to 0{\text{ quand }}i\to \infty .}
En supposant de plus que Ki est une extension galoisienne de Q, la conclusion est que
{\displaystyle {\frac {\log(h_{i}R_{i})}{\log {\sqrt {|D_{i}|}}}}\to 1{\text{ quand }}i\to \infty }
où hi est le nombre de classes de Ki. Si l'on suppose que tous les degrés {\displaystyle [K_{i}:\mathbf {Q} ]} sont majorés par une même constante N, alors on peut se passer de l'hypothèse de normalité — c'est ce qui est en fait prouvé dans l'article de Brauer.
Ce résultat est ineffectif, comme l'était d'ailleurs le résultat sur les corps quadratiques sur lesquels il s'est construit. Des résultats effectifs dans le même sens ont été initiés dans les travaux de Harold Stark à partir du début des années 1970.